# 熱帶風暴康森 (2016年)
熱帶風暴康森（英語：Severe Tropical Storm Conson，國際編號：1606，聯合颱風警報中心：WP082016）為2016年太平洋颱風季第6個被命名的風暴。“康森”（Côn Sơn）一名由越南提供，意思为崑山，海陽省至靈市的一處古迹。「康森」一名為第3次使用，上兩次分別在2004年和2010年。

## 形成過程
2016年8月6日，一個低壓區在威克島東北方海面生成，美國海軍研究實驗室在中午12時給予擾動編號90W。當日下午2時，聯合颱風警報中心對該系統在24小時內形成為熱帶氣旋的機會評級為「低」。翌日（8月7日）提升為「中」。
8月8日早上8時，聯合颱風警報中心將其在24小時內形成為熱帶氣旋的機會評級進一步提升為「高」，並同步發出熱帶氣旋形成警報。，8月9號凌晨2點，日本氣象廳將升格為熱帶風暴， 並命名為康森。康森起初朝西北西移動，不過在不久後便沿著太平洋高壓轉向朝北北東前進。康森在形成後，因受惠於溫暖的海水而稍作增強，日本氣象廳、中央氣象局、大韓民國氣象廳和中國氣象局先後把它升為強烈熱帶風暴。不過不久之後，康森移至海水較低的地區，加上北方的垂直風切增強，其中心雲團開始逐漸散開，中心嚴重裸露，快速減弱。直到8月14日，康森附近的環境漸趨良好，它才發展出眼牆結構。雖然康森在當日有些微增強，但是它仍然快速向北移入環境惡劣的海面。8月15日上午8時06分日本氣象廳公佈，康森在上午8時掠過北海道根室半島，隨後日本氣象廳判定它已經轉化成溫帶氣旋。

## 釋義
1. ↑  當有2種以上全球預報模式表示某低壓區將於未來48小時內發展為熱帶氣旋，聯合颱風警報中心則將該系統之熱帶氣旋形成機會評級為「低」。除非環境異常優良，否則該系統在24小時內發展為熱帶氣旋的機會甚微。[1]
2. ↑  當有3種以上全球預報模式表示一低壓區將於未來48小時內發展為熱帶氣旋，聯合颱風警報中心則將該系統之熱帶氣旋形成機會評級為「中」。一般而言，即使發展機會增大，系統過了24小時之後發展成熱帶氣旋的機會才較高；但如果環境良好，系統亦可以在24小時內形成熱帶氣旋。[1]
3. ↑  當有3種以上全球預報模式表示一低壓區將於未來24小時內發展為熱帶氣旋，聯合颱風警報中心則將該系統之熱帶氣旋形成機會評級為「高」，並同步發出熱帶氣旋形成警報。此時該系統於24小時之內形成熱帶氣旋的機會極高，若氣象因素特別有利，該系統更可於6小時內增強為熱帶低氣壓。[1]

## 外部連結
- （日語）日本氣象廳：1606最佳路徑數據 （页面存档备份，存于）、2016年熱帶氣旋最佳路徑（數據 （页面存档备份，存于）、路徑圖 （页面存档备份，存于））
- （英文）美國聯合颱風警報中心：08W最佳路徑數據 （页面存档备份，存于）、熱帶風暴康森最佳路徑圖
- （英文）美國海軍研究實驗室：08W檔案 （页面存档备份，存于）
- （繁體中文）中華民國交通部中央氣象局：颱風資料庫——輕度颱風康森、康森最佳路徑圖、2016年氣象年報及觀測年報（有待公佈）
- （繁體中文）香港天文台：2016年8月熱帶氣旋概述 （页面存档备份，存于）、《2016熱帶氣旋年刊》（網頁版有待公佈）